# مارثا ستيوارت (ممثلة)
مارثا ستيوارت (بالإنجليزية: Martha Stewart)‏ هي مغنية وممثلة أمريكية، ولدت في 7 أكتوبر 1922 في الولايات المتحدة.

## معرض صور

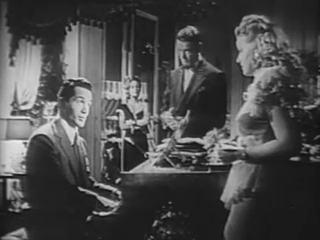
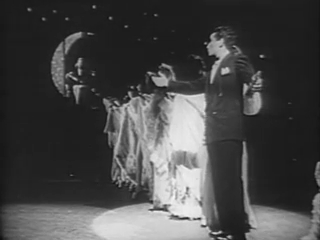
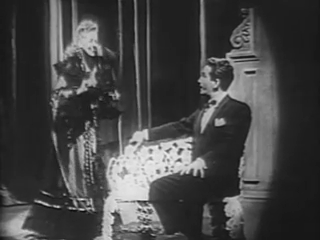

## وصلات خارجية
- مارثا ستيوارت على موقع IMDb (الإنجليزية)
- مارثا ستيوارت على موقع ميوزك برينز (الإنجليزية)
- مارثا ستيوارت على موقع أول موفي (الإنجليزية)
- مارثا ستيوارت على موقع قاعدة بيانات برودواي على الإنترنت (الإنجليزية)
- مارثا ستيوارت على موقع قاعدة بيانات الأفلام السويدية (السويدية)
- مارثا ستيوارت على موقع إن إن دي بي (الإنجليزية)
- مارثا ستيوارت على موقع ديسكوغز (الإنجليزية)
- مارثا ستيوارت على موقع قاعدة بيانات الفيلم (الإنجليزية)